# زبان یهودی-آراگونی
زبان یهودی-آراگونی (به زبان آراگونی: Chodigo-Aragonés) یک زبان یهودی-رومی بود، یک زبان یهودی که از زبان آراگونی گرفته شده بود. این زبان از میان سده هشتم تا فرمان الحمرا در سال ۱۴۹۲ توسط یهودیان اسپانیایی در شمال مرکزی اسپانیا مورد استفاده قرار گرفت که یهودیان را از اسپانیا اخراج کرد. بعداً، یا با گویشهای مختلف یهودی-اسپانیایی ادغام شد یا به دلیل تأثیرگذارتر بودن یهودی-اسپانیایی از کار افتاد.
در حالی که برخی از محققان معتقدند که این زبان ممکن است تا جنگ جهانی دوم دارای سخنران باشد ، بیشتر محققان معتقدند که این زبان در سده‌های میانه منقرض شده‌است .
به همراه یهودی-کاتالان، یهودی-آراگونی جزء مشخص شده‌ای از یهود-یونان را به اشتراک می‌گذارد. گفته شده‌است که تأثیر یهودی-کاتالان بر یهودی-آراگونی به دلیل هجوم متکلمان یهودی-کاتالان در سده ۱۴ به ویژه پس از کشتارهای سال ۱۳۹۱ بوده‌است.